# Sibianor
Sibianor  (лат.) — род аранеоморфных пауков из семейства пауков-скакунов (Salticidae). Обладает сходством с родом Bianor.

## Распространение
Большая часть видов встречается в Евразии, один вид — в Северной Америке (Sibianor aemulus) и два — в Африке (Кения: Sibianor kenyaensis и Sibianor victoriae).

## Список видов
- Sibianor aemulus (Gertsch, 1934) — США, Канада, Россия
- Sibianor annae Logunov, 2001 — Китай
- Sibianor aurocinctus (Ohlert, 1865) — Палеарктика
- Sibianor japonicus (Logunov, Ikeda & Ono, 1997) — Россия, Япония
- Sibianor kenyaensis Logunov, 2001 — Кения
- Sibianor kochiensis (Bohdanowicz & Prószyński, 1987) — Япония
- Sibianor larae Logunov, 2001 — Палеарктика
- Sibianor latens (Logunov, 1991) — Россия, Китай
- Sibianor nigriculus (Logunov & Wesolowska, 1992) — Россия, Korea, Япония
- Sibianor pullus (Bösenberg & Strand, 1906) — Россия, Китай, Корея, Япония
- Sibianor tantulus (Simon, 1868) — Палеарктика
- Sibianor turkestanicus Logunov, 2001 — Центральная Азия
- Sibianor victoriae Logunov, 2001 — Кения